# خورخي زاريت (ممثل)
خورخي زاريت (بالإسبانية: Jorge Zárate)‏ هو ممثل مكسيكي، ولد في 1964 في مدينة مكسيكو في المكسيك.

## وصلات خارجية
- خورخي زاريت على موقع IMDb (الإنجليزية)
- خورخي زاريت على موقع قاعدة بيانات الفيلم (الإنجليزية)